# Карл Андерсън
 Тази статия е за кечиста.  За американския физик вижте Карл Дейвид Андерсън.  
Чад Алегра (на английски: Chad Allegra) е американски кечист (професионален борец), по-добре познат под сценичното име Карл Андерсън (Karl Anderson).
Работи с WWE, където е бивш Отборен шампион на Първична сила, заедно с Люк Галоус. Андерсън е най-добре познат като отборен кечист, участвал в японски компании като Pro Wrestling Noah и New Japan Pro Wrestling, където е четирикратен Отборен шампион на IWGP. Бил се е за Южнокалифорнийската независима компания Pro Wrestling Guerrilla (PWG) между 2007 и 2009. Присъединява се към WWE през 2016.

## Шампионски титли и отличия
- Empire Wrestling Federation
  - Американски шампион на EWF (1 път)[6]
- National Wrestling Alliance
  - Световен отборен шампион на NWA (1 път) – с Джоуи Райън[1][7]
- NWA Midwest
  - Шампион в тежка категория на Хартланд щатите на NWA (1 път)[1][8]
- NWA United Kingdom
  - Шампион в тежка категория на Британската общност на NWA (1 път)[9]
- New Japan Pro Wrestling
  - Отборен шампион на IWGP (4 пъти) – с Гиганта Бернард (1) и Док Галоус (3)[10][11][12][13][14]
  - G1 Отборна лига (2009) – с Гиганта Бернард[15]
  - Световна отборна лига (2012) – с Хируки Гото[16]
  - Световна отборна лига (2013) – с Док Галоус[17]
- Northern Wrestling Federation
  - Шампион в тежка категория на NWF (2 пъти)[1]
- Pro Wrestling Illustrated
  - PWI го класира като № 64 от топ 500 индивидуални кечисти в PWI 500 през 2012[18]
- Pro Wrestling Noah
  - Отборен шампион в тежка категория на GHC (1 път) – с Гиганта Бернард[19]
- Stampede Wrestling
  - Шампион в тежка категория на Британската общност на Stampede (1 път)[20]
- Wrestling Observer Newsletter
  - Отбор на годината (2011)[21] – с Гиганта Бернард
- WWE
  - Отборен шампион на Първична сила (1 път) с Люк Галоус